# 케냐산두더지땃쥐
케냐산두더지땃쥐(Surdisorex polulus)는 진무맹장목 땃쥐과에 속하는 포유류의 일종이다. 케냐의 케냐산의 토착종이다. 자연 서식지는 열대 기후의 고지대 대나무 숲과 초원이다.